# 天主教曼薩教區
天主教曼薩教區（拉丁語：Dioecesis Mansaensis）是贊比亞一個羅馬天主教教區，屬卡薩馬總教區。
教區的前身羅斯貝里堡宗座監牧區成立於1952年7月10日，
1961年1月3日升為教區。
教區位於盧阿普拉省。2004年有教友474,252人（佔轄區總人口51.1%）、十六個堂區、五十名司鐸。現任教區主教為帕特里克·基桑加。